# Catedral basílica de Nuestra Señora de La Paz (Potosí)
La Catedral de la Villa Imperial de Potosí es una basílica menor con estilo barroco virreinal e influencia neoclásica. Posee una fachada de piedra y está situada en la Plaza 10 de Noviembre, en el centro de esta ciudad. Fue construida entre los años 1808 a 1838 en el sitio donde la antigua iglesia se derrumbó en el año 1807. Su principal impulsor fue el fray Manuel de Sanahuja. Pertenece a la diócesis de Potosí.

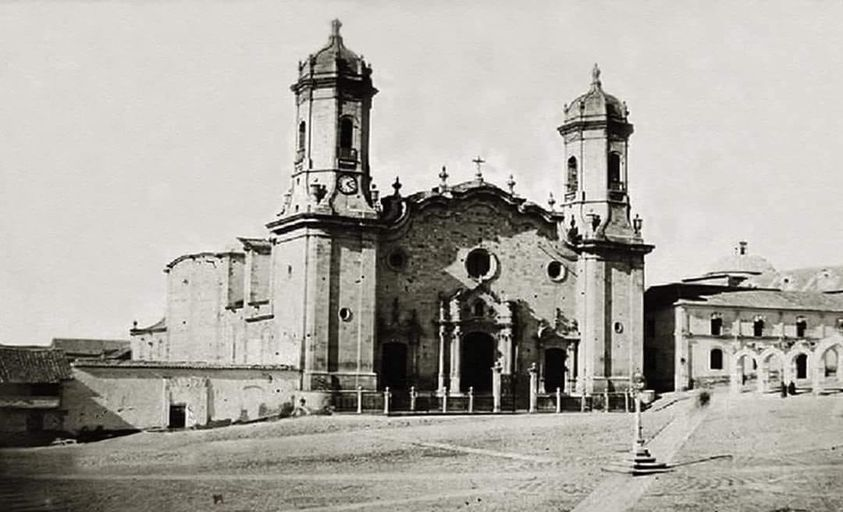
La catedral en 1876

El templo, edificado en el siglo XIX pertenece al estilo neoclásico, la nueva Iglesia "Matriz", hoy Basílica Catedral correspondiente a los años 1808-1836, y cuyo autor fue el español, Fraile Franciscano y arquitecto de profesión Manuel de Sanahuja, introductor en Potosí del estilo neoclásico, que simultáneamente a la Catedral hizo otros trabajos tanto en arquitectura religiosa como en la civil.  Se trasladado a La Paz, allí murió en 1834.  Con la catedral potosina termina la arquitectura local, y la serie de las grandes catedrales de Hispanoamérica, llega a su culminación dentro del estilo neoclásico.
En su interior hay importantes reliquias religiosas de oro y plata. También un órgano que donó Simón I. Patiño. Un sector funciona como museo de arte religioso.
La actual Basílica Catedral, que ocupa el mismo espacio de su precedente, es obra del arquitecto Fray Manuel de Sanahuja, que la comenzó el día martes 6 de septiembre de 1808. Fue concluida en 1836, consagrándosela solemnemente el 4 de abril de 1838, en la Presidencia del Mariscal Andrés de Santa Cruz, quien apadrinó la ceremonia.

## Historia
Comúnmente llamada la Matriz, originalmente se habría iniciado en 1564, según la traza del maestro Juan Miguel de la Veramendi, quien no pudo continuar la obra por haber fallecido, por lo que fue necesario, que a solicitud del mitrado de La Plata, desde Lima se autoricen en 1568 oficialmente los ingresos económicos que sustenten la obra. 

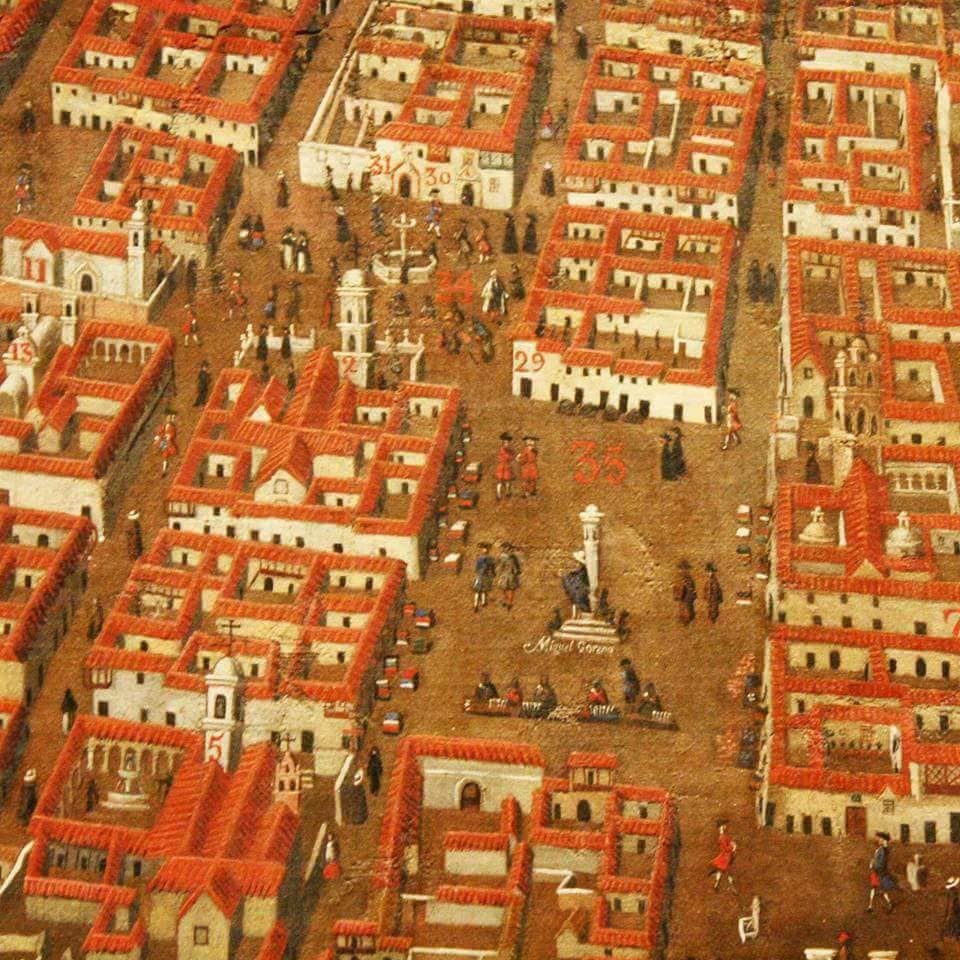
La Catedral o Iglesia Mayor en 1758. Detalle de la obra de Gaspar Miguel de Berrio.

A principios de 1572 Juan de Ballejo encomendaba a Pedro Moreno para que juntamente con él tome la obre de albañilería de la iglesia, y sólo a la llegada del Virrey Francisco de Toledo a fines de dicho año de 1572, se reinicia la obra, comenzando desde los cimientos. Su acabado, además de costoso, se prolongó hasta fines de siglo; pues en 1597 el carpintero Pedro Gutiérrez, encargado del coro alto,  mandaba a su colega Alonzo de la Plaza, corra con la obra.
Bartolomé Arzáns de Orsúa y Vela, testimonio en su monumental Historia de la Villa Imperial de Potosí de la siguiente manera: 
Luego el virrey Toledo hizo mudar la iglesia mayor adonde al presente está, que es el medio de la gran población y enfrente del rico Cerro, y la iglesia antigua la erigió en parroquia de indios nombrándola San Lorenzo. Comenzáronla a cimentar a mediado de diciembre de este año de 1572; y en el mismo día se comenzó la obra de la gran Casa de Moneda y cajas reales.
En 1628 se encargó al maestro Diego Sayago, construya una portada de ladrillo en la capilla de la misericordia, que era parte de la iglesia. El templo era de una sola nave con crucero. Las portadas principal y lateral eran similares y de trazo renacentista. Tenía una sola torre, originalmente de un cuerpo, hasta 1734, año en que comenzó su remodelación, para elevarla a dos cuerpos. Esa iglesia subsistió hasta principios del siglo XIX, en que habiéndose hecho otros trabajos de remodelación inconsultos, se comprometió la estabilidad de la torre, que desplomándose en 1807, obligó a pensar en la construcción de una sola iglesia nueva.